# أبيجيل جونستون
أبيجيل جونستون (بالإنجليزية: Abby Johnston)‏ هي غطاسة أمريكية، ولدت في 16 نوفمبر 1989 في أوبير أرلينغتون في الولايات المتحدة.

## وصلات خارجية
- أبيجيل جونستون على موقع الاتحاد الدولي للسباحة (الإنجليزية)
- أبيجيل جونستون على موقع قاعدة بيانات الغوص IAT (الألمانية)
- أبيجيل جونستون على موقع اللجنة الأولمبية الدولية (الإنجليزية)
- أبيجيل جونستون على موقع أوليمبيديا (الإنجليزية)
- أبيجيل جونستون على موقع اللجنة الأولمبية والبارالمبية الأمريكية (الإنجليزية)